# L.J. Figueroa
Lionel Junior Figueroa Mercado, detto L.J. (Lawrence, 28 marzo 1998), è un cestista statunitense con cittadinanza dominicana.

## Carriera

### Nazionale
Con la nazionale dominicana ha disputato i Giochi panamericani del 2019.